# Tacupa
Tacupa är en ort i Mexiko.   Den ligger i kommunen San Lucas och delstaten Michoacán de Ocampo, i den södra delen av landet, 200 km sydväst om huvudstaden Mexico City. Tacupa ligger 244 meter över havet och antalet invånare är 616.
Terrängen runt Tacupa är platt åt sydost, men åt nordväst är den kuperad. Runt Tacupa är det ganska glesbefolkat, med 34 invånare per kvadratkilometer. Närmaste större samhälle är Ciudad Altamirano, 5,7 km söder om Tacupa. Omgivningarna runt Tacupa är en mosaik av jordbruksmark och naturlig växtlighet.